# James Allison
James Patrick Allison (Alice (Texas), 7 augustus 1948) is een Amerikaans immunoloog en hoogleraar geneeskunde aan het University of Texas MD Anderson Cancer Center in Houston, Texas. 
Hij wordt wereldwijd erkend als een autoriteit in kankeronderzoek wiens ontdekkingen hebben geleid tot nieuwe behandelingen voor de dodelijkste kankers. Zijn onderzoek is gericht op de ontwikkeling en activatie van T-cellen en de ontwikkeling van nieuwe strategieën voor tumorimmunotherapie. Hij wordt erkend als pionier in het isoleren van de T-cel-receptor, het deel van de T-cel dat zich bindt met antigeen en de T-cel activeert. 
Hij is eveneens sinds 2011 voorzitter van de wetenschappelijke adviescommissie van het Amerikaans Cancer Research Institute.

## Biografie
Allison werd geboren in Texas als jongste zoon van Constance Kalula Lynn en Albert Murphy Allison. Na de Alice High School ging hij studeren aan de Universiteit van Texas in Austin. In 1969 behaalde hij er zijn bachelordiploma (B.S.) in microbiologie. Hij promoveerde er ook met Ph.D. in de biowetenschap als promovendus van G. Barrie Kitto.
Van 1974 tot 1977 was Allison postdoc aan het Scripps Clinic and Research Foundation in La Jolla, Californië. Vervolgens was hij werkzaam als assistent biochemicus en universitair docent bij M.D. Anderson tot 1984. Het jaar erop werd hij benoemd tot hoogleraar immunologie en directeur van het Kanker Onderzoekslaboratorium aan de Universiteit van Californië - Berkeley.
In 2004 vertrok hij naar het Memorial Sloan-Kettering Cancer Center (MSKCC) in New York waar hij directeur werd van het Ludwig Center for Cancer Immunotherapy, alsmede hoogleraar van de Koch-leerstoel in immunologie. Daarnaast was hij als hoogleraar verbonden aan de Weill Cornell Graduate School of Medical Sciences alsmede onderzoeker bij het Howard Hughes Medical Institute (HHMI). In 2012 stapte hij over naar het M.D. Anderson kankercentrum in Houston alwaar hij de leerstoel immunologie inneemt.

## Onderzoek
Beginnend in de jaren negentig van de twintigste eeuw voerde Allison onderzoek uit naar het T-cel eiwit CTLA-4, waarvan wetenschappers hadden ontdekt dat dit eiwit een remmend effect heeft op het functioneren van T-cellen, de afweercellen van het immuunsysteem. Waar andere wetenschappers hun onderzoek richten op de behandeling van auto-immuunziekten, had Allison een ander plan. Gebruikmakend van een antistof voor dit eiwit, die de remmende werking blokkeert, besloot Allison dit toe te passen voor de behandeling van kanker. Experimenten op muizen lieten inderdaad zien dat met deze behandeling tumorcellen effectief werden bestreden. Het resultaat van dit onderzoek publiceerde hij in 1996 in Science. Het zou echter tot 2010 duren voordat de eerste klinische studies met het middel bij mensen werd gepubliceerd. Voor de behandeling van gemetastaseerde melanomen wordt inmiddels het anti-CTLA-4-middel ipilimumab toegepast.

## Erkenning
Allison is laureaat van de Jacob and Louise Gabbay Award in Biotechnology and Medicine (2011), de Breakthrough Prize in Life Sciences (2014), de Tang Prize for Biopharmaceutical Science (2014), de Paul Ehrlich und Ludwig Darmstaedter Prize (2015) en de Lasker-DeBakey Clinical Medical Research Award (2015), alsmede de Wolfprijs en de Balzanprijs (beide 2017). 
In 2017 werd hij geëerd als doctor honoris causa aan de KU Leuven. Hij werd eerder al gelauwerd met een eredoctoraat door onder meer de Rockefeller University. 
In 2018 kreeg hij samen met Tasuku Honjo de Nobelprijs voor Fysiologie of Geneeskunde voor hun onderzoek naar nieuwe behandelingen van kanker op basis van immuuntherapie, nadat hij eerder dat jaar al was onderscheiden met de King Faisal International Prize.
1901: Behring · 
1902: Ross · 
1903: Finsen · 
1904: Pavlov · 
1905: Koch · 
1906: Golgi, Ramón y Cajal · 
1907: Laveran · 
1908: Mechnikov, Ehrlich · 
1909: Kocher · 
1910: Kossel · 
1911: Gullstrand · 
1912: Carrel · 
1913: Richet ·
1914: Bárány · 
1919: Bordet · 
1920: Krogh · 
1922: Hill, Meyerhof · 
1923: Banting, Macleod · 
1924: Einthoven ·
1926: Fibiger · 
1927: Wagner-Jauregg · 
1928: Nicolle · 
1929: Eijkman, Hopkins · 
1930: Landsteiner · 
1931: Warburg · 
1932: Sherrington, Adrian · 
1933: Morgan · 
1934: Whipple, Minot, Murphy · 
1935: Spemann · 
1936: Dale, Loewi · 
1937: Szent-Györgyi · 
1938: Heymans · 
1939: Domagk · 
1943: Dam, Doisy · 
1944: Erlanger, Gasser · 
1945: Fleming, Chain, Florey · 
1946: Muller · 
1947: C. Cori, G. Cori, Houssay · 
1948: Müller · 
1949: Hess, Moniz · 
1950: Kendall, Reichstein, Hench · 
1951: Theiler · 
1952: Waksman · 
1953: Krebs,Lipmann ·
1954: Enders, Weller, Robbins · 
1955: Theorell · 
1956: Cournand, Forssmann, Richards · 
1957: Bovet · 
1958: Beadle, Tatum, Lederberg · 
1959: Ochoa, Kornberg · 
1960: Burnet, Medawar · 
1961: Békésy · 
1962: Crick, Watson, Wilkins · 
1963: Eccles, Hodgkin, Huxley · 
1964: Bloch, Lynen · 
1965: Jacob, Lwoff, Monod · 
1966: Rous, Huggins · 
1967: Granit, Hartline, Wald · 
1968: Holley, Khorana, Nirenberg · 
1969: Delbrück, Hershey, Luria · 
1970: Katz, Euler, Axelrod · 
1971: Sutherland · 
1972: Edelman, Porter · 
1973: Frisch, Lorenz, Tinbergen · 
1974: Claude, De Duve, Palade · 
1975: Baltimore, Dulbecco, Temin ·
1976: Blumberg, Gajdusek · 
1977: Guillemin, Schally, Yalow · 
1978: Arber, Nathans, Smith · 
1979: Cormack, Hounsfield · 
1980: Benacerraf, Dausset, Snell · 
1981: Sperry, Hubel, Wiesel · 
1982: Bergström, Samuelsson, Vane · 
1983: McClintock · 
1984: Jerne, Köhler, Milstein · 
1985: Brown, Goldstein · 
1986: Cohen, Levi-Montalcini · 
1987: Tonegawa · 
1988: Black, Elion, Hitchings · 
1989: Bishop, Varmus · 
1990: Murray, Thomas · 
1991: Neher, Sakmann · 
1992: Fischer, Krebs · 
1993: Roberts, Sharp · 
1994: Gilman, Rodbell · 
1995: Lewis, Nüsslein-Volhard, Wieschaus · 
1996: Doherty, Zinkernagel · 
1997: Prusiner · 
1998: Furchgott, Ignarro, Murad · 
1999: Blobel · 
2000: Carlsson, Greengard, Kandel ·
2001: Hartwell, Hunt, Nurse · 
2002: Brenner, Horvitz, Sulston · 
2003: Lauterbur, Mansfield · 
2004: Axel, Buck · 
2005: Marshall, Warren ·
2006: Fire, Mello ·
2007: Capecchi, Smithies, Evans ·
2008: Zur Hausen, Barré–Sinoussi, Montagnier ·
2009: Blackburn, Greider, Szostak ·
2010: Edwards ·
2011: Beutler, Hoffmann, Steinman ·
2012: Gurdon, Yamanaka ·
2013: Rothman, Schekman, Südhof ·
2014: O'Keefe, Moser, Moser ·
2015: Campbell, Omura, Tu ·
2016: Osumi ·
2017: Hall, Rosbash, Young ·
2018: Allison, Honjo ·
2019: Kaelin, Ratcliffe, Semenza ·
2020: Alter, Houghton, Rice ·
2021: Julius, Patapoutian ·
2022: Pääbo ·
2023: Karikó, Weissman ·
2024: Ambros, Ruvkun